# 感性制御技術
感性制御技術（かんせいせいぎょぎじゅつ、英: Sensibility Technology）は、人の感性や感情を利用した制御技術をいう。
提唱者は、光吉俊二氏で、この感性制御技術をSTと略称し、韻律情報からロバストな基本周波数を検出し、音声と情動と脳活動との整合性を確認しながら求めるパラメータにより、人の情動を10段階でマグニチュード検知し、そこから感情ラベルを自動的に付与させることに成功した。
これは「音声感情認識及び情動の脳生理信号分析システムに関する研究」（提唱者の博士論文から抜粋）で実証された仮説に基づくシステムである。
提唱者の仮説は、情動は脳や生体の反応であり、感情は身体や環境から決定する認知ラベルであると考え、脳と身体反応と声帯のリアルタイム同時計測から、人の主観でも本人の評価でも揺らぎにくい情動と人により評価が変わってしまい、本人ですら評価が定まらない感情の関係を明らかにするものである。
実験から、殆どの感情音声特徴の中に情動要素が含まれていることを確認し、その原理を音声感情認識に応用したものである。
このSTを初期の段階（音声認識との併用）で利用した感性会話システムを大手通信会社などの通信ソフトインフラとして、2000年から実用させている。
現在は、まったく従来の音声認識技術（音声研究で一般的なHMM認識辞書のパターンマッチングやニューラルネット、クラスターや確率モデルツールなど）を使わないで、非言語環境での韻律情報のみで高い情動検出を実現させる判定ロジックを構築している。
膨大な試料を聞きながら構築されたロジックは固定基準であるため、確率に頼ることなく1対1の反応確認（現象のポテンシャルの計測）が可能となる。
そのため、医療・健康分野でもQOLやfMRIでの医療用工学技術として活発に活用されだしている。日本SGI、NICT、NEC、NTT、KDDI、トヨタなどでも採用され、ビジネス展開を実施しておりNECが開発した「言花」のキーテクノロジーとしても利用されている。

## 応用例
- fMRI：脳情動ヘモダイナミックス分析
- パソコン上での人の感情分析
- 積水STホーム
- 「言花」
- KDDI携帯電話サービス
- NTTエンタメ通信
- コールセンターでの人の感情分析
- 運転者のカーナビによる心理分析
- 携帯電話STインフラ
- 感性ロボットの感受性
- 感性ユーザーインターフェース
- 音声対話受付案内システム
- 医療用情動分析システム
- QOLへのSTシステム
- 通信用情動分析システム

## 感情認識ソフトウェア
- Advanced Generation Interface Inc. ST
- 日本SGI ST Ver2.0
- 株式会社AGI ST Ver2.0